# Alexander Baumjohann
Alexander Baumjohann, né le 23 janvier 1987 à Waltrop, est un footballeur allemand.
Il a évolué au Borussia Mönchengladbach, après un passage au Schalke 04. Pour la saison 2009-2010, il rejoint le Bayern de Munich. Mais le 3 janvier 2010 il regagne son club formateur le Schalke 04. Le 21 août 2012, il rejoint le FC Kaiserslautern dans le cadre d'un contrat d'un an reconductible automatiquement pour deux saisons si le club de Rhénanie-Palatinat remonte immédiatement en Bundesliga au terme de la saison 2012-2013.

## Palmarès
- Vainqueur de la Supercoupe d'Allemagne de football en 2011